# 스탠 워커
스탠 워커(Stan Walker, 1990년 10월 23일 ~ )는 오스트레일리아에서 태어난 뉴질랜드의 가수이자 배우이다. 2009년, 《오스트레일리안 아이돌》의 마지막 시즌이자 7번째 시즌에서 우승하였다. 우승하고 소니 뮤직 오스트레일리아와 계약하였으며, 2009년 12월 데뷔 앨범 Introducing Stan Walker가 발매되었다.
2010년 2번째 정규 앨범 From the Inside Out을 발매하였다. 워커는 2013년과 2015년 《더 엑스 팩터》의 첫번째 및 두번째 시즌의 심사위원으로 참여하였다.